# Тефлатна кислота

Структурна формула тефлатної кислоти.

Тефла́тна кислота́ - це хімічна сполука з формулою HOTeF5. За IUPAC назва тефлатної кислоти - ортотелуратна кислота Te(OH)6, так як телур знаходиться у найвищому ступені окиснення в даній сполуці. Тефлатна кислота є сильною кислотою і відноситья до сполук до точкової групи симетрії C4v (ігноруючи зв'язок  H-O-Te).

## Синтез
Вперше, тефлатна кислота була синтезована у 1964 році за темпертури 160 °C відповідно до рівняння:
BaTeO4 + 10 HOSO2F → HOTeF5 (25 %)
Ізольований вихід тефлатної кислоти складає 25 % (дистилят з фракцією тефлатної кислоти отримуть за температури 58-65 °C).
Одним з синтезів тефлатної кислоти - це її отримання з флуоросульфатної кислоти та телурату барію:
5 HSO3F + BaO2Te(OH)4 → HOTeF5 + 4 H2SO4 + BaSO4

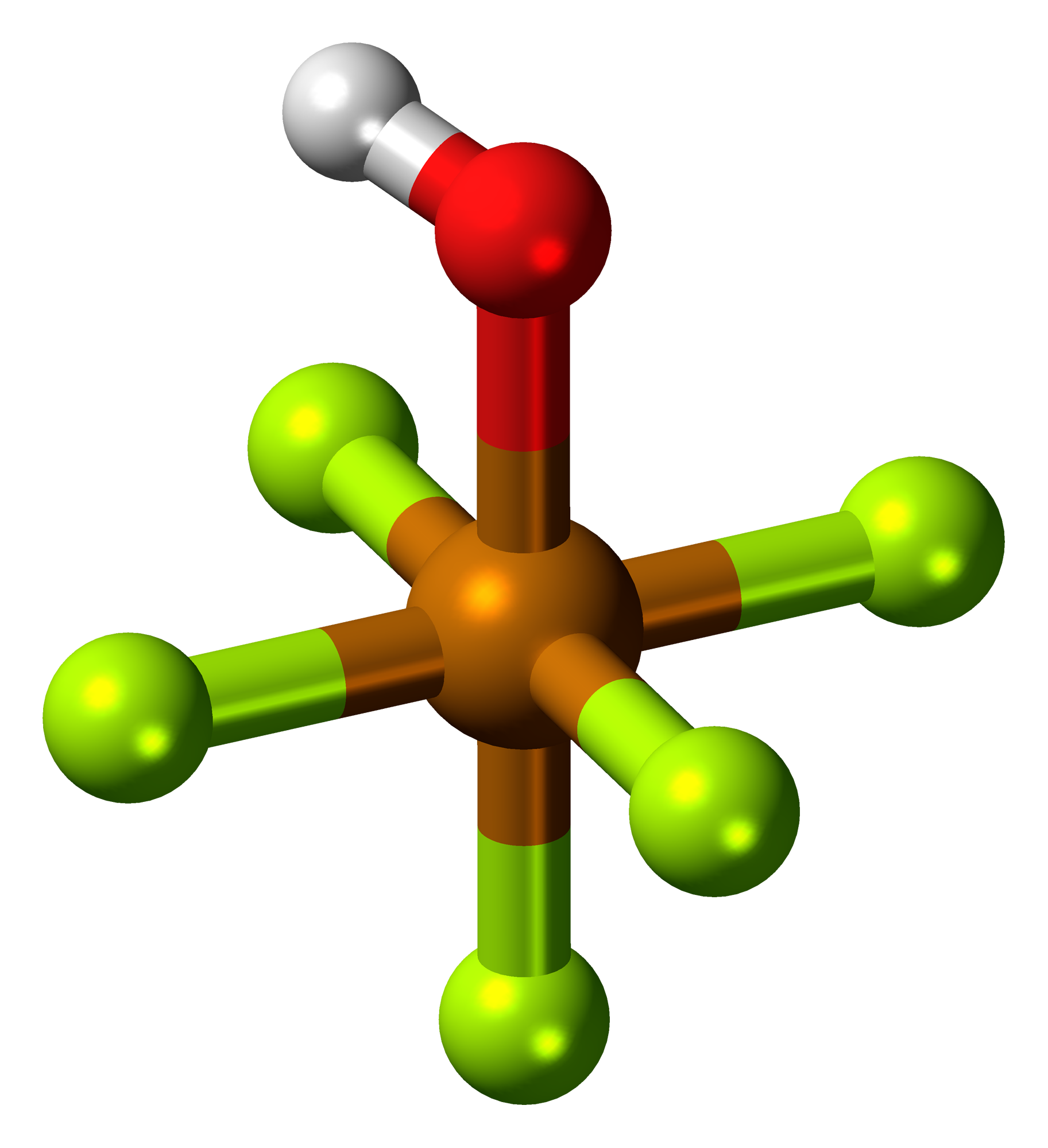
Трьохмірна модель тефлатної кислоти.

Тефлатна кислота утворюється під час гідролізу гексафториду телуру:
TeF6 + H2O → HOTeF5 + HF
Найбільший вихід тефлатної кислоти отримують шляхом взаємодії телуратної та флуоросульфатної кислот, використовуючи олеум як розчинник:
Te(OH)6 + 5 HSO3F→  HOTeF5 + 5 H2SO4

## Фізичні властивості
Тефлатна кислота - це безбарвна кристалічна речовина, з температурою плавлення 39.1 °C та температурою кипіння 59.7 °C.  В ІЧ-спектрі, коливання гідроксигрупи тефлатної кислоти знаходять у вигляді гострого піку при  3670 cм-1.

## Хімічні властивості
Тефлатна кислота - це дуже сильна кислота, кислотність якої не може бути виміряна у водному розчині, так як  реакція з водою супроводжується її руйнуванням. При реакції з водою, тефлатна кислота гідролізує до телуратної та флуоросульфатної кислот відповідно до рівняння:
HOTeF5 + H2O → Te(OH)6 + HSO3F.

### Взаємодія з солями
Тефлатну кислоту кислоту конденсують на поверхню солей, при цьому вона витіснює гідроген, який переходить у склад відповідної кислоти:
HOTeF5 + KCl → HCl + KOTeF5
HOTeF5 + KF → HF+ KOTeF5
HOTeF5 + K2СO3 → KF+ H2O + CO2

### Взаємодія з кислотами Льюїса
Тефлатну кислоту кислота може вступати в реакції заміщення з кислотами Льюїса:
HOTeF5 + BCl3 → B(OTeF5)3+ HCl
HOTeF5 + BF3 → B(OTeF5)3+ HF

### Взаємодія зі сполуками Ксенону
Тефлатна кислота має доволі цікавий хімічний характер при взаємодії зі сполуками ксенону, так як продукти реакції стабільні до 130 °C та не руйнуються під дією глибокого вакууму.
2 HOTeF5 + XeF2 → TeF5O-Xe-OTeF5 + 2 HF або
HOTeF5 + XeF2 → TeF5OXeF  + HF